# Пенда
Пенда (др.-англ. Penda; погиб 15 ноября 655) — король Мерсии (626—655) и Уэссекса (645—648).

## Биография
Обстоятельства, при которых Пенда стал королём Мерсии, неизвестны. Также неизвестно, в каком родстве он состоял с предыдущим королём Керлом и на каком основании наследовал ему. Возможно, Пенда и Керл были конкурентами и правили одновременно в разных частях королевства.
Согласно «Англосаксонской хронике», Пенда стал королём в 626 году, будучи уже в весьма зрелом возрасте. Однако возраст детей Пенды, многие из которых на момент его смерти были достаточно молоды, заставляет усомниться в правильности интерпретации старого текста.
В 628 году произошло сражение Пенды с Кинегильсом Уэссекским при Циренкастире. Исход сражения неизвестен. В «Англосаксонской хронике» лишь сообщается, что стороны позже «пришли к соглашению».
В конце двадцатых-начале тридцатых годов VII века разгорелась война между Кадваллоном Гвинедским и Эдвином Нортумбрийским, наиболее сильным англосаксонским королём того времени. Пенда заключил союз с Кадваллоном, и 12 октября 633 года они сообща разбили войска Эдвина в сражении при Хэтфилде. Сам Эдвин в этой битве погиб, а его сын Эдфрит остался у Пенды в качестве заложника. Позже, когда Освальд начал войну против Мерсии, Пенда убил Эдфрита. После блистательной победы Кадваллон продолжил разорять земли Нортумбрии. Пенда же, разграбив Камподун, вернулся в своё королевство.
Около 636 года Пенда напал на Восточную Англию. В генеральном сражении мерсийцы победили восточных англов, а их короли Эгрик и Сигеберт были убиты.
Тем временем Освальд, возмущённый ростом могущества Пенды, напал на Мерсию. 5 августа 642 года две армии сошлись в сражении при Майс-Когви (около Мэсерфилда). Мерсийцы одержали победу, а Освальд погиб. Пенда приказал расчленить его труп на части. Как сообщают хронисты, вскоре на месте захоронения Освальда стали происходить чудеса, и он был причислен церковью к лику святых. Некоторые источники утверждают, что в эти годы Мерсией правил Эова, брат Пенды. Но, скорее всего, братья были соправителями или делили королевство в духе англосаксонских традиций. Кроме того, по некоторым сведениям, мерсийцам в сражении помогали войска уэльских государств. После победы при Мэсерфилде влияние Мерсии в англосаксонском мире сильно возросло, а Нортумбрия напротив, стала приходить в упадок. Пенда характеризуется, как самый могущественный король Мерсии со дня основания королевства и как самый сильный правитель Англии того времени.
Гибель Освальда ослабила позиции Нортумбрии в Уэссексе. В результате тамошний король Кенвал, женатый на сестре Пенды, попал под влияние короля Мерсии. Когда же в 645 году Кенвал прогнал жену, Пенда напал на Уэссекс и вынудил его бежать. Пока Кенвал три года скрывался в Восточной Англии, Пенда правил Уэссексом. При этом он несколько раз нападал на восточных англов. Самое успешное нападение случилось в 651 году. Король Анна спасся бегством. Пенда выделил земли, где жили срединные англы, в отдельное королевство и посадил там своего сына Педу. В 653 году Педа женился на христианке Эльфледе, дочери Освиу Берникийского, и сам крестился. Таким образом, Пенда создал буферное христианское государство, обезопасив Мерсию от возможной мести восточных англов. Вообще, хоть Пенда и остался язычником до самой смерти, он достаточно терпимо относился к христианству, разрешал проповедовать его и совершать религиозные обряды.
В 651 году Пенда вновь напал на ослабевшую Нортумбрию и осадил королевский замок в Бамборо. Поняв, что замок взять не удастся, Пенда поджёг город, однако поднялся ветер, направивший огонь в сторону лагеря мерсийцев, и те были вынуждены отступить. Христианские хронисты утверждают, что это произошло благодаря молитвам святого Айдана. Несмотря на военные действия, отношения Пенды и Освиу в этот период не были совсем враждебны. Между их детьми были заключены два брака.
Вскоре Освиу захватил престол Дейры. Опасаясь объединения Дейры и Берниции, Пенда решил нанести превентивный удар. В 655 году он с большой армией вновь вторгся в Берникию. Под его началом было тридцать тэнов, а также союзники из Гвинеда и Восточной Англии. На его стороне также воевал Этельвальд, враждовавший с Освиу. Пенда осадил небольшой отряд нортумбрийцев в Стерлинге. Освиу попытался откупиться. Пенда распределил золото между своими союзниками, взял в заложники сына Освиу и отправился домой. Однако, когда 15 ноября 655 года он достиг берега реки Винвед, Освиу неожиданно напал на него. Хотя по численности войск нортумбрийцы значительно уступали мерсийцам, на их стороне оказался фактор внезапности и более выгодное географическое положение. Кроме того, Пенду предали его собственные союзники. Кадавайл Гвинедский вёл свою армию отдельно и намеренно опоздал к месту сражения, а Этельвальд в течение всего сражения стоял в стороне, наблюдая, на чью сторону склонится чаша весов. Мерсийцы были наголову разбиты. Пенда и все 30 его тэнов погибли. Желая отомстить за надругательство над трупом Освальда, нортумбрийцы отрезали Пенде голову.